# Еуріку Діаш Ногейра
Еурі́ку Ді́аш Ноге́йра (порт. Eurico Dias Nogueira; 6 березня 1923 — 19 травня 2014) — архієпископ Бразький (1977—1999). Народився у Пампільозі-да-Серрі, Португалія. Висвячений у священики в 22 роки. Працював у португальських володіннях у Мозамбіку й Анголі. Єпископ Віла-Кабральський (1964—1972) і Са-да-Бандейрівський (1972—1977). Брав участь як отець-радник у 3-й і 4-й сесіях Другого Ватиканського собору. Помер у Бразі, Португалія.

## Біографія
- 6 березня 1923: народився в Дорнелаш-ду-Зезере, Пампільоза-да-Серра, Португалія[3].
- 22 грудня 1945: у 22 роки ординований священиком[3].
- 10 липня 1964: у віці 41 року призначений на посаду єпископа Віла-Кабральського, Мозамбік[3].
- 6 грудня 1964: у віці 41 року ординований на єпископа Віла-Кабральського, Мозамбік[3].
- 19 лютого 1972: у віці 48 років призначений на посаду єпископа Са-да-Бандейрівського, Ангола[3].
- 3 лютого 1977: у віці 53 років полишив посаду єпископа Са-да-Бандейрівського[3].
- 3 листопада 1977: у віці 54 років призначений на посаду архієпископа Бразького, Португалія[3].
- 5 червня 1999: у віці 76 років полишив посаду архієпископа Бразького[3].
- 2007, листопад: здійснив візит ad limina до Риму[3].
- 19 травня 2014: помер у віці 91 року в Бразі, Португалія[3].